# George Sheridan
George Sheridan (Boston 1923 – Mallorca 2008) fue un pintor estadounidense que tras vivir durante unos años en Francia se afincó en Deyá, Mallorca, donde desarrolló la mayor parte de su obra. En los años 1960 George trabajó con artistas de la talla de Brett Whiteley  o Jason Berger, y fue miembro fundador del grupo Es Deu des Teix. Hasta los años 1990 George realizó importantes exposiciones en galerías de la talla de la Galería Biosca, Galería Juana Mordó o Seligmann en Nueva York, antes de concentrarse en su estudio y reducir su exposición pública, trabajando silenciosa y prolíficamente hasta su muerte en mayo de 2008. “El taciturno George Sheridan sueña con dominar lo irracional acariciando,
sabio como un amador de los tiempos antiguos, sus espacios llanos por los que corre dócil y huidizo, el color. George Sheridan es un explorador disciplinado y severo; a mi me recuerda al almirante Bird, que también pintaba con las primigenias harinas y con las últimas nieves del Polo Sur en las que, a veces, se adivinaba el rastro de la sangre y la misteriosa huella del amor.“ Camilo José Cela, 1963.

## Historia
George Sheridan nace en Boston, Estados Unidos, el 24 de octubre de 1923. Tras estudiar en el Museum of Fine Arts en Boston , llega a Europa en 1948 con una beca de viaje. Dedica este periodo a explorar Italia, España y Francia y trabaja como artista en París. Su obra inicialmente marcada por el expresionismo alemán, de la mano de su profesor Karl Zerbe , recibe el influjo del postimpresionismo Pierre Bonnard, Marc Chagall, Henri Matisse, el dadaísmo y de la pintura francesa contemporánea.    
En 1952 regresa a Boston para dar clases de pintura durante tres años, para volver después a Europa, de donde ya no se marchará. Alterna temporadas en los Pirineos y en París, donde conoce a Picasso, Matisse y Alberto Giacometti, con visitas estivales a Mallorca. 
En 1960 su obra se caracteriza por la influencia de la pintura española. Utiliza la técnica del collage, con trozos de red caóticamente distorsionados, amplias emergencias de montículos de la materia quemada, incisiones casi sangrantes. Es miembro fundador del grupo Es Deu des Teix, que se da a conocer en 1962 con exposiciones en Palma de Mallorca y en la galería Biosca de Madrid, mismo año en que inaugura su primera gran exposición individual en España (Galería Juana Mordó. Madrid). El grupo Es Deu des Teix fue la representación más importante del arte no figurativo del momento, de gran repercusión posterior. A George le acompañaron el mallorquín Francesc Barceló y los pintores Martin Bradley, Frank Hodgkinson, Elsa Collie, Richard Kozlow, Theodore Kliros, William Waldren, Thea Winger y Norman Yanikum, todos ellos residentes entre Deià y Sóller. El grupo se presentó en las Galerías Quint de Palma, en agosto de 1962. Un año más tarde se unieron los pintores Michel Albert y John Ulbricht, así como por el escultor italiano Eugenio Molinaro. Es Deu des Teix tuvo una corta vida como grupo, pero su relevancia fue significativa. De esa época el crítico Carlos Areán escribe: "Cuando George Sheridan utiliza collages lo hace no solo para movilizar superficies o intensificar el poder que avanza de una forma concreta, lo hace también con una finalidad decorativa. El material superpuesto se integra esencialmente en la problemática de la obra. Cuando crea monocromías rojas, blancas o negras consigue terribles efectos de condensación que potencian el poder emotivo de la textura. Partiendo del mundo del collage y del trabajo de la materia Sheridan ha llegado a una postura espiritual próxima a la de Sergio Poliakoff . Así su mundo ofrece un delicado equilibrio entre tensión y limitación, entre caos y orden, entre instinto cultivado e impulsividad vencida"

A finales de la década de 1960 comienza a viajar con regularidad a Londres, donde sigue los movimientos del arte británico –del joven David Hockney y del ya consagrado Francis Bacon– además de los pintores de The New York School Jasper Johns, Roy Lichtenstein, Robert Rauschenberg y Frank Stella, todos los cuales influyeron en el desarrollo de su arte. En 1972 establece su residencia definitiva en Deià, Mallorca, junto a su segunda esposa Cecilie. Así como en sus inicios como artista expone en galerías importantes de Boston, París y Madrid, posteriormente se va apartando cada vez más para concentrarse en un desarrollo artístico muy personal en la tranquilidad de su taller. En su obra se observan
una serie de temas recurrentes, en ocasiones homenajes a obras y artistas, clásicos y contemporáneos – “Las Meninas” de Velázquez, “Rest on the flight into Egypt” de Caravaggio, “Les Tricheurs” de Georges de la Tour, “Picasso’s Guitar”, “Bacchus and Ariadne” de Tiziano– otras veces temáticas de carácter más personal; el nacimiento de su hija Tara, el interior de su casa y de su estudio, su lucha contra el cáncer o los
paisajes de Deià. Su gran interés en el arte budista del sureste asiático, que estudia y colecciona con pasión, también se irá plasmando poco a poco en su obra.
Un pintor enormemente prolífico, George crea junto a su esposa Cecilie una colección de pintura con obras propias y de otros artistas residentes en Mallorca. Desde 1984 la colección decora las paredes del exclusivo hotel La Residencia en Deià, Mallorca.

## Exposiciones
Pintor prolífico, George realizó numerosas exposiciones individuales entre las que destacan, en orden cronológico la exposición en Clark Gallery, en Boston, en el año 1947. Un año más tarde expuso en la galería Seligmann, en Nueva York. En los años posteriores expuso en las galerías Behn Moore y en Stuart Gallery, ambas en Massachusetts. Ya en París, a principios de los años sesenta George presentó su trabajo en Michèle Bon-Piquand, en Comparisons, ambas en el año 1962, y en la Gallerie de la Librarie Anglaise, en 1963. Su presentación en España llegó ese mismo año, en la famosa galería de Juana Mordo Galería, y en la Galería Biosca, ambas en Madrid. En Deià realizó innumerables exposiciones en la Galería Sa Tafona, en el exclusivo hotel La Residencia, Deià. La última gran exposición individual la realizó en Museo del Casal de Cultura, Sóller en el año 2006.
George participó asimismo en numerosas exposiciones colectivas, destacando las que tuvieron lugar en el Boston Arts Festival y en el Boston Museum Fine Arts, las exposiciones en el Salón de la Jeune Peinture, Salons Comparaisons y Salon d’Automme en París, o las dedicadas al grupo Es Deu des Teix en la Galería Biosca y en el Museo Krekovik, en Palma Mallorca en el año 2001.